# Abraham Ulrikab

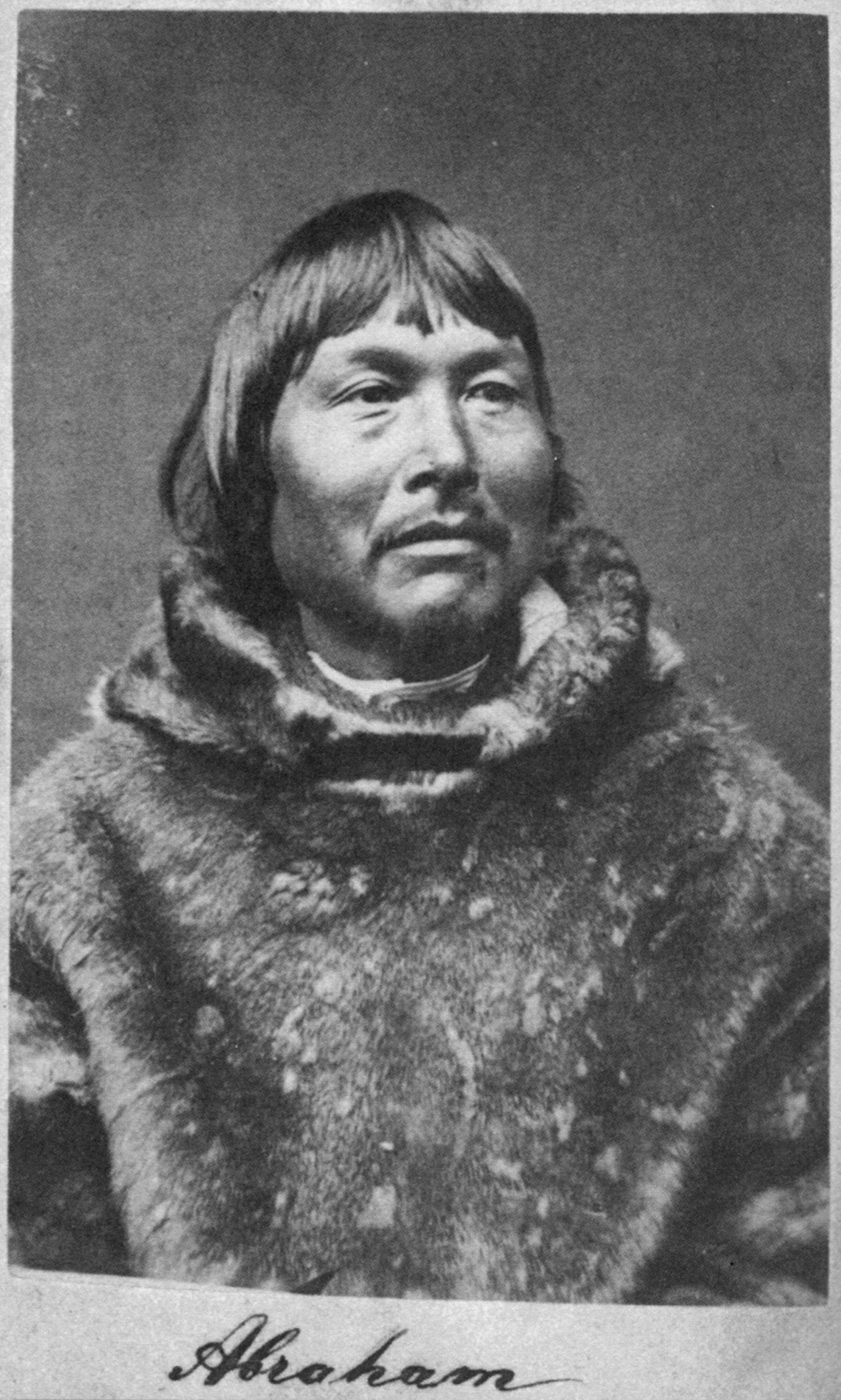
Abraham, Foto von 1880

Abraham Ulrikab (* 29. Januar 1845 in Hebron auf der Labrador-Halbinsel; † 13. Januar 1881 in Paris) war ein Inuk aus Hebron in der heutigen Provinz Neufundland und Labrador in Kanada. Der Namenszusatz „Ulrikab“ ist eine Fremdzuschreibung der Missionare von Hebron, denn die Inuit führten keine Nachnamen. Er bedeutet „der Ehemann von Ulrike“.
Abraham nahm zusammen mit seiner und einer weiteren Familie an Hagenbecks Völkerschau der „Eskimos“ 1880/81 teil. Er hat seine Erlebnisse in einem Tagebuch niedergeschrieben. Das in Inuktitut geschriebene Original gilt als verschollen, überliefert ist aber eine Übersetzung ins Deutsche.
Von Mitte Dezember bis Mitte Januar starben alle acht Inuit an Pocken. Hagenbecks Agent Johan Adrian Jacobsen hatte versäumt, die Gruppe impfen zu lassen. Abraham Ulrikab verstarb am 13. Januar 1881 im Hôpital Saint-Louis in Paris.

## Leben

### Leben bis 1880
Abraham wurde am 29. Januar 1845 in Hebron, Labrador, geboren und am 25. Februar getauft. Seine Eltern hießen Paulus und Elisabeth und hatten vier weitere Kinder. Abraham heiratete offenbar zwei Mal: 1868 eine Frau mit dem Namen Martha und 1876 dann Ulrike, mit der er zwei Töchter hatte.
In Europa wählte Abraham als Nachname „Paulus“, also den Namen seines Vaters. Ulrike gab als Nachnamen den Namen ihres Vaters „Henoch“ an. Die Kinder erhielten ebenfalls den Nachnamen „Paulus“.
Die Herkunft des später meist genannten Namens „Abraham Ulrikab“ ist aus der Abschrift der Übersetzung durch den Missionar Kretschmer übernommen, wobei es sich um eine Fehldeutung der Unterschrift Abrahams handeln könnte.
Im Jahr 1880, als Johan Adrian Jacobsen ihn in Hebron für die Völkerschau in Europa anwarb, lebte Abraham mit seiner Frau Ulrike (24 Jahre) und seinen beiden Töchtern Maria (vier Jahre) und Sara (10 Monate) in direkter Nachbarschaft zu den deutschsprachigen Missionaren der Herrnhuter Brüdergemeine.
Abraham und seine Frau Ulrike hatten bereits als Kinder bei den Missionaren Lesen und Schreiben in ihrer Sprache und auch etwas Deutsch gelernt. Wie die anderen getauften Inuit lebten sie Teile des Jahres an der Missionsstation, wo sie am Kirchenleben teilnahmen und ihre Jagderträge (Robbenspeck, Pelze) im Missionsladen verkauften. Durch Kontakte mit englischen Händlern und Matrosen hatten sie möglicherweise auch Englischkenntnisse. Abraham galt bei den Missionaren als „sehr fähiger Mann“ und wurde für sein Violinspiel geschätzt.
Gegen den Rat der Missionare stimmte Abraham Jacobsen zu, zusammen mit seiner Familie, seinem Neffen Tobias und einer weiteren dreiköpfigen Inuit-Familie nach Europa zu reisen. Abraham wollte durch die in Aussicht gestellten Verdienste seine 10 £ Schulden bei den Missionaren begleichen. Am 26. August 1880 bestiegen alle acht Inuit den Schoner Eisbär und machten sich auf den Weg nach Europa. Sie kamen am 24. September 1880 in Hamburg an.

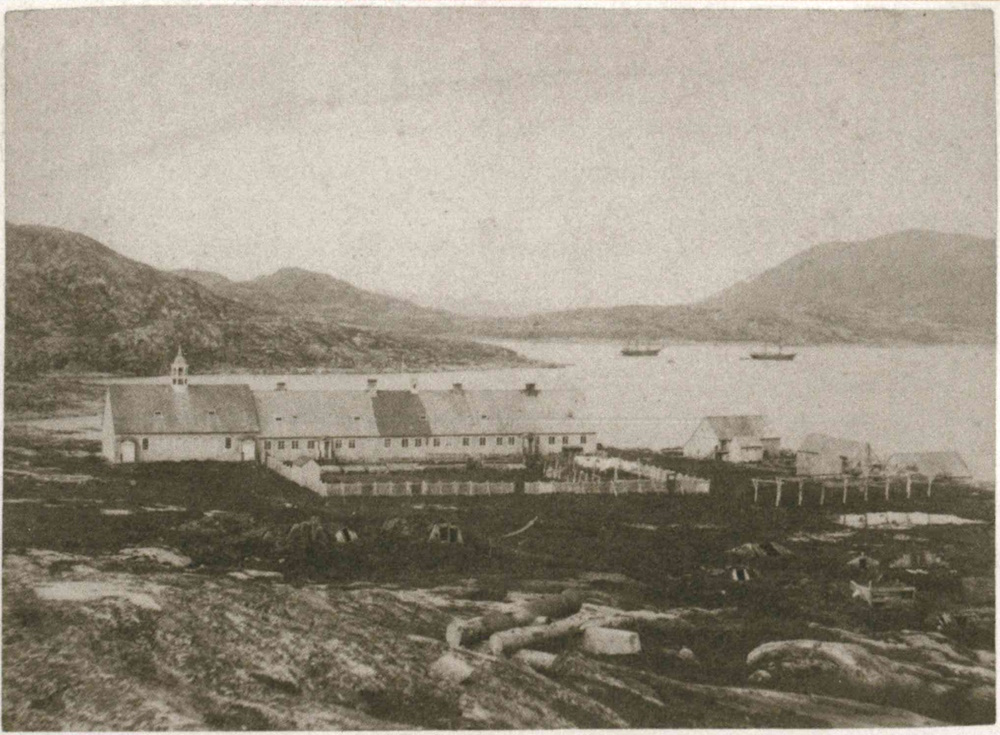
Mission der Herrnhuter Brüdergemeine Hebron, Foto von 1887
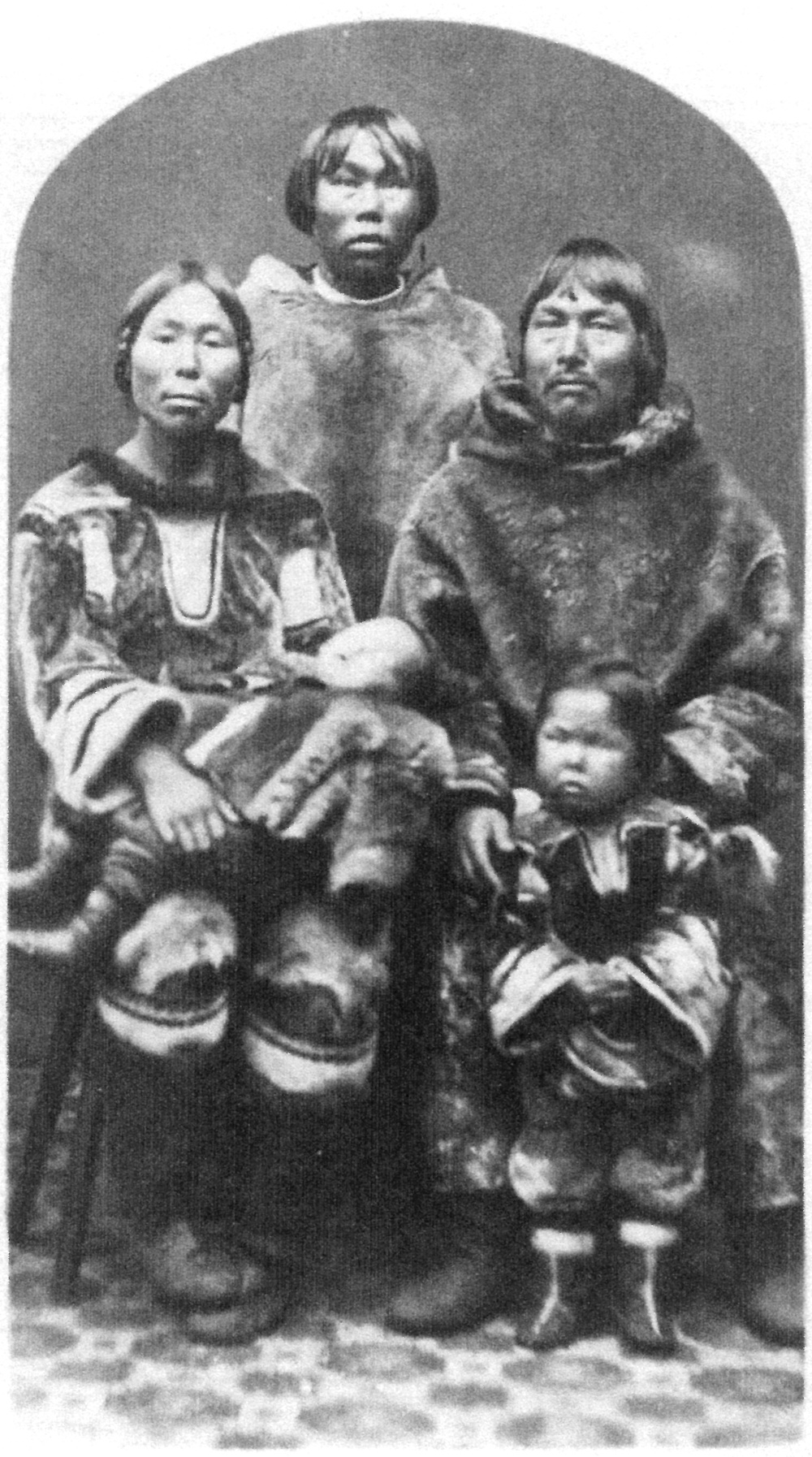
Familie von Abraham, v. l.: Ulrike, Neffe Tobias, Abraham, Töchter Maria (auf Ulrikes Schoß) und Sara (stehend), Foto von 1880
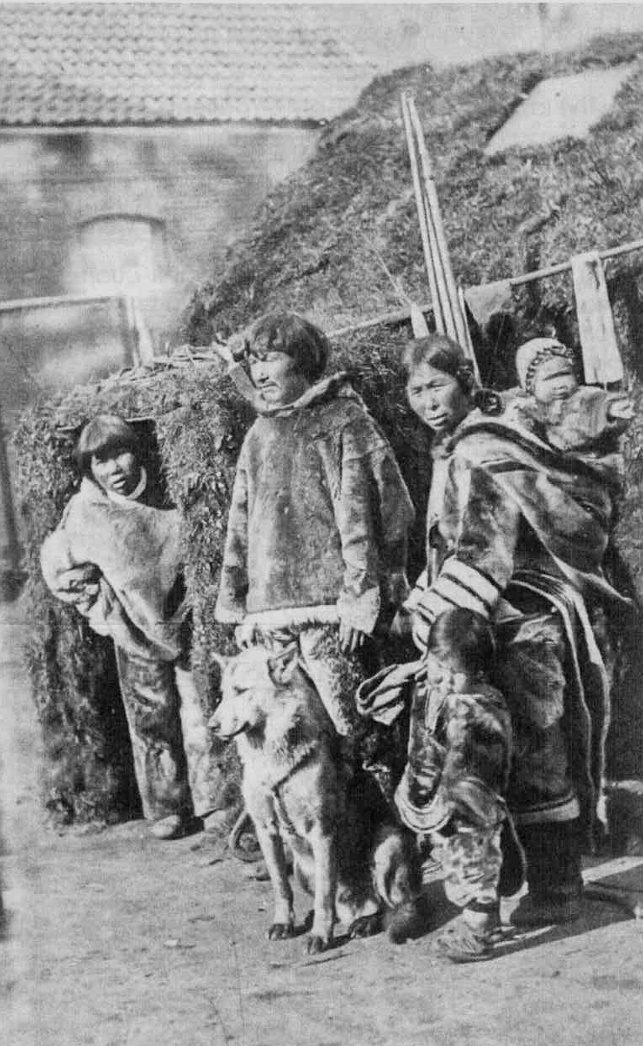
Abraham und seine Familie vor einer Hütte, Foto von 1880
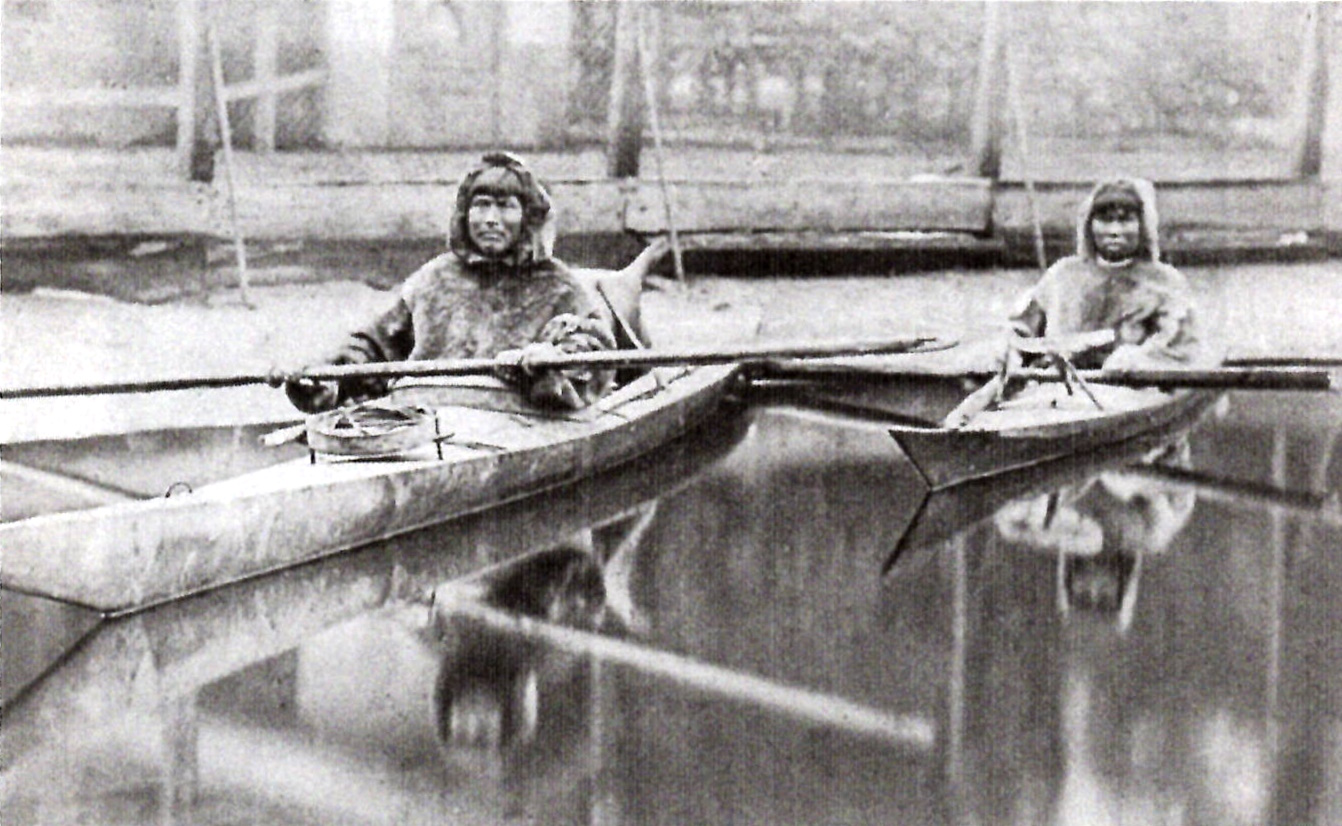
Abraham und Tobias im Kajak, Foto von 1880

### Völkerschau
Die Zurschaustellung der „Eskimos“ wurde am 2. Oktober 1880 im Tierpark Hagenbeck am Neuen Pferdemarkt in St. Pauli eröffnet. Am 15. Oktober kamen die Inuit in den Zoologischen Garten Berlin, wo sie bis zum 14. November ausgestellt wurden. Anschließend reisten sie nach Prag, gefolgt von Frankfurt und Darmstadt, Krefeld und schließlich Paris.

### Tod
Zwischen dem 14. Dezember und dem 16. Januar starben alle acht Inuit an Pocken. Nachdem Nogassak, Paingu und Sara bereits in Deutschland verstorben waren, wurde der Rest der Gruppe am 9. Januar 1881 ins Hôpital Saint-Louis eingeliefert, wo sie alle innerhalb der nächsten Woche starben. Abraham Ulrikab starb dort am 13. Januar 1881 um 6 Uhr abends auf der Isolierstation des Krankenhauses.
In seinem letzten überlieferten Brief an seinen „Lehrer Elsner“ schrieb Abraham am 8. Januar 1881:

„Meine Thränen fallen schnell nieder, die Worte aber, die Er selbst geredet hat trösten uns immer wieder sehr. Mein lieber Lehrer Elsner, betet für es uns Sein zum Herrn, daß die böse Krankheit bei uns aufhöre, wenn Wille ist; aber der Wille des Herrn geschehe! ich bin ein armer Mensch, der Staub ist.“

Der Tod der Inuit war auf die Nachlässigkeit Johan Adrian Jacobsens zurückzuführen, der die Gruppe nicht – wie gesetzlich vorgeschrieben – gegen Pocken hatte impfen lassen. Er schrieb deshalb in sein Tagebuch, sich für den Tod der Gruppe verantwortlich zu fühlen.
Abraham und die vier weiteren in Paris verstorbenen Inuit wurden zunächst bestattet, ihre Skelette am 4. Juni 1886 exhumiert und in die anthropologische Sammlung des Muséum national d’histoire naturelle überführt, wo sie sich bis heute befinden.

## Tagebuch
Abraham führte während der Völkerschau ein Tagebuch. Nach dem Tod der Inuit wurde es zusammen mit den Ausrüstungsgegenständen der Gruppe zurück nach Hebron geschickt. Das Original des Tagebuchs ist nicht überliefert, es liegt aber in einer von Carl Gottlieb Kretschmer (Genannt: Bruder Kretschmer) nach 1881 angefertigten 14-seitigen, etwa 2300 Wörter zählenden Übersetzung vor. Ob die eigentümliche Sprache „auf eine schnelle Übersetzung zurückzuführen ist oder auf eine Übernahme der Syntax des Inuktitut“, ist unklar. Der Übersetzer hat möglicherweise einige Passagen ausgelassen. Beispielsweise wird die Untersuchung durch Rudolf Virchow im Tagebuch nicht erwähnt.
Die Tagebucheinträge beginnen Mitte Oktober während des Aufenthaltes in Berlin:

„In Berlin ist es nicht niedlich schön, weil es vor Menschen und Bäumen unmöglich ist, ja weil so viele Kinder kommen. Die Luft rauscht beständig vom Geräusch der Gehenden u. Fahrenden, unsre Umzäunung ist augenblicklich gleich voll. […] Ja auszugehen am Tage ist unmöglich vor Menschen, weil wir völlig von ihnen umgeben sind, von sehr verschiedenen Gesichtern.
Okt. 23 schneite es immer fort, die Kablunat frieren sehr, sogar wir 
frieren sehr.“

Die Inuit nannten die Europäer „Kablunat“. Abraham berichtet weiter ausführlich über den Besuch seiner Familie bei Versammlungen der dortigen Herrnhuter Brüdergemeine und den Besuch eines Wachsfigurenkabinetts:

„Eines Tages am abend, wir große Mäntel u. Schuhe anhabend, gingen wir betrachten zu wollen Schausachen in e. gr. Haus, wir fuhren in einem Haus (sitzend) dorthin. Als wir ankamen, gingen wir hinein u. sahen viele Menschen versammelt, aber — es waren nur menschenähnliche Personen (im Wachsfigurenkabinett); sie waren so sehr den Menschen ähnlich, daß nichts zu merken war. Ja gewiß, sogar einige holten Odem, u. einige bewegten sich, u. allerlei von innen, ja alles zu nennen ist unmöglich. Auch Napoleons Wagen haben wir gesehen, er ist ihm im Kriege entrissen worden. Und allerlei Flinten, ja menschenähnliche, sehr verschiedene. Nubier, Afrikaner haben wir auch gesehen, u. Chinesen u. Inder u. Amerikaner u. Kalifornier, ja gewiß, die Bewohner der Welt, sehr viele haben wir gesehen in Berlin.“

Abraham dokumentiert in seinem Tagebuch die Gewaltanwendungen durch Johan Adrian Jacobsen gegen Tobias:

„d. 7. Nov. haben wieder Betrübtes gehabt. Unser Gefährte, der led. Tobias wurde von unserm Herrn Jakobsen mit der Hundepeitsche gehauen. (Herr Jakobsen) war gleich sehr zornig, weil Tobias ihm immer nicht folge, wie er sagte; er hätte sich schon viel bei ihm eingebrockt. Beinahe ist er nicht genommen worden u. fortgeschickt. Wenn es Herr J. zweimal so macht, so werde ich nach England schreiben, weil ich so befohlen bin. Nachher war er sehr freundlich zu mir, damit ich dieses nicht schreibe. Sogar unsern beiden Frauen wurden seidne Bänder gekauft gleich. Wenn Tobias öfters widerspenstig ist, wird er keine Bezahlung haben, wenn er aber schön ist, wird er große Bezahlung haben. Nach diesem war Tobias schlecht krank.“

Angesichts des großen Besucheransturms griff Abraham aber auch selbst zur Peitsche, um sich gegen deren Übergriffigkeiten zu wehren:

„Da habe gethan was ich konnte, ich meine Peitsche u. den grönländischen Seehundsstecher nehmend, machte mich fürchterlich; einer der Herren war wie ein Weinender, einige gaben mir schnell die Hand, als ich sie hinausjagte, einige gingen oder sprangen über den Zaun, weil ihrer so viele waren.“

In den letzten beiden Absätzen schildert Abraham den Tod von Nugassak, Paignu und seiner vierjährigen Tochter Sara. Ulrike und Abraham ließen das schwerkranke Kind in Krefeld zurück, um weiter nach Paris zu reisen.

„In Darmstadt haben wir ein schönes Haus gehabt in einem schönen gr. runden Hause, welches ein Spielplatz ist zum Schlittschuhlaufen mit Rädern. Dort sind wir oft im Innern des Hauses rings herum Schlitten gefahren, wir alle drauf sitzend. Dort hörte eins von uns, Terrieniaks Tochter, Nochasak auf zu leben (starb) sehr schnell, u. schrecklich groß leidend. Nach dieser, auf einem andern Lande in Krefeld starb auch ihre Mutter, auch groß leidend. Nach dieser hörte auch die kleine Sara auf zu leben im Frieden, an großem Ausschlag mit Geschwulst, weil sie überall geschwollen war.
Nach zwei Tagen kranksein, starb sie in Krefeld. Während sie noch lebte, wurde sie ins Krankenhaus gebracht, wo ich mit ging. Noch hatte sie ihren Verstand, während ich dort war. Sie hat noch hübsch gebetet das Lied: Ich bin ein kleines Kindelein. Als ich wollte fortgehen, grüßte sie noch ihre Mutter u. kleine Schwester. Als ich sie verließ, schlief sie, von da an ist sie nicht mehr aufgewacht; dieses haben wir beide zu gr. Dankursache gehabt. Während sie noch lebte, gingen wir fort nach Paris, u. sind den ganzen Tag u. die ganze Nacht hindurch gereist.“

In seiner Darstellung Abraham Ulrikab im Zoo urteilt Hartmut Lutz: „Das gesamte Tagebuch ist ein tief deprimierendes Dokument, da es trotz tapferer gegensätzlicher Beteuerungen ein immer stärker werdendes Gefühl der Verdammnis hinterlässt.“

## Dokumentarfilm
Trapped in a Human Zoo: Based on Abraham’s Diary, CBC Television 2016.

## Nachweis des Tagebuchs
- Abraham Ulrikab: Tagebuch des Hebroner Eskimos Abraham von seinem Aufenthalt in Europa 1880/81, übersetzt von Br. Kretschmer. Unveröffentlichtes Manuskript, Moravian Church Archives in Betlehem: Records of the Labrador Mission Stations, 13557–13571; abgedruckt in: Hartmut Lutz (Hg.): Abraham Ulrikab im Zoo. Tagebuch eines Inuk 1880/81. Wesel 2007, ISBN 978-3-926308-10-8, S. 28–42.